# バッキアッカ

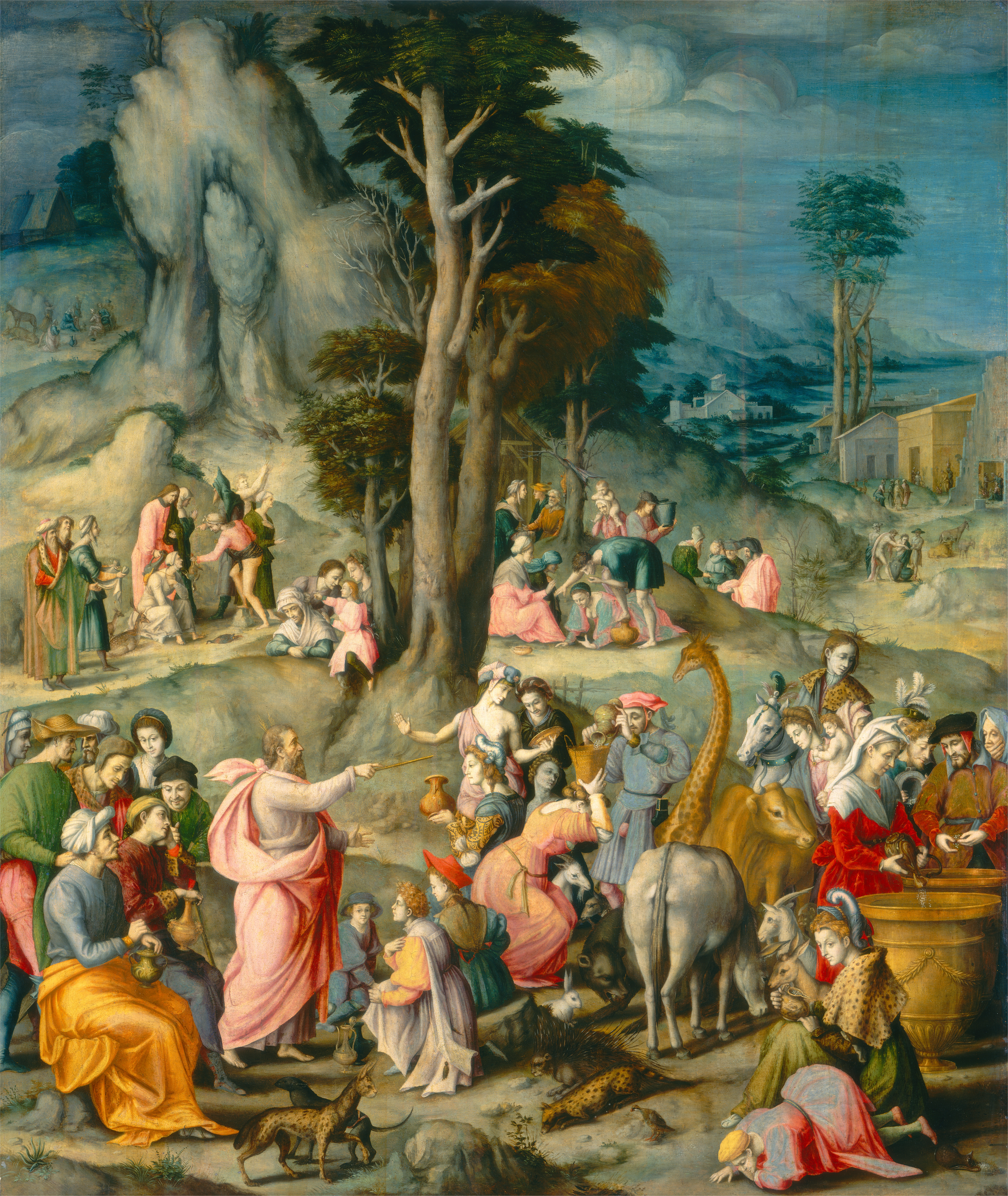
バッキアッカ『マナの収集』

バッキアッカは（Bacchiacca or Bachiacca or Bacchiacca, 1494年 ボルゴ・サン・ロレンツォ - 1557年 フィレンツェ）は、ルネサンス期のイタリアの画家。フィレンツェ派に属し、様式はマニエリスムである。本名のフランチェスコ・ウベルティーニ（Francesco Ubertini）、あるいはフランチェスコ・ドゥベルティーノ・ヴェルディ（Francesco d'Ubertino Verdi）と呼ばれることもある。
バッキアッカは最初、おそらくペルジーノの工房で働いていた。1523年、バッキアッカはジョヴァンニ・ベニンテンディの私室の装飾の仕事に、フランチャビージオ、ヤコポ・ダ・ポントルモと共に参加した。バッキアッカは主にキャビネットの飾りを手掛け、タペストリーをデザインした。『キリスト降架』は多くのフィレンツェ派の画家たちが取り組んだ主題だが、バッキアッカの『キリスト降架』は、まるで漫画のような様式で描かれている。
彼の作品には以下のようなものがある。
- キリストの鞭打ち（1512年/1515年）
- マナの収集（1540年/1555年）

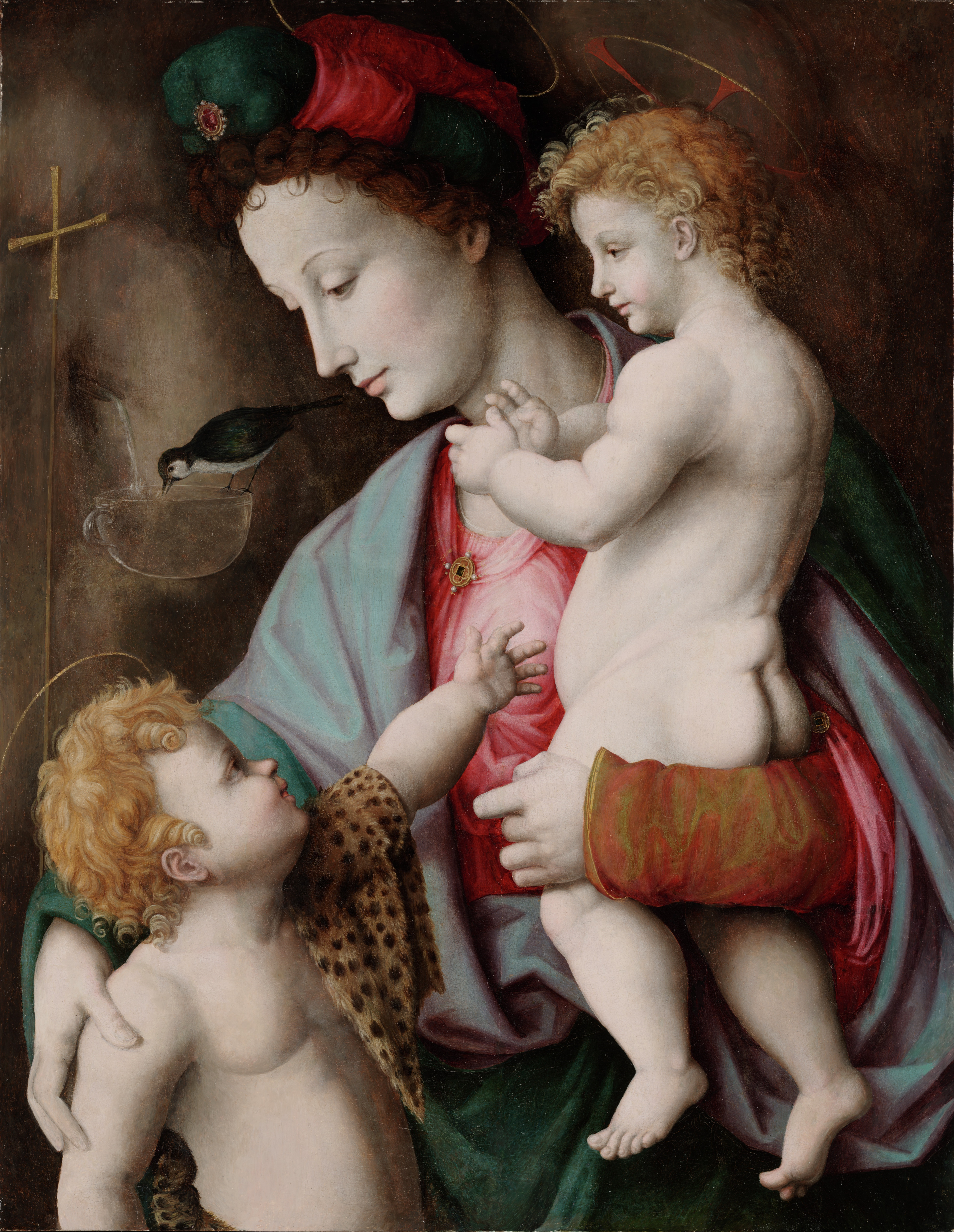
Madonna and Child with St John, 1525年, ダラス美術館

- キリスト降架（1518年）ウフィッツィ美術館所蔵